# Chauliodoniscus trituberculatus
Chauliodoniscus trituberculatus là một loài chân đều trong họ Haploniscidae. Loài này được Menzies miêu tả khoa học năm 1962.